# Adolf Böhm (Historiograph)

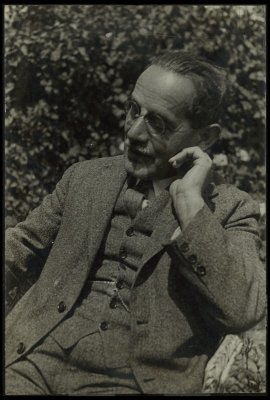
Adolf Böhm

Adolf Böhm (geboren 20. Januar 1873 in Teplitz-Schönau Österreich-Ungarn; gestorben 10. April 1941 in Hartheim, Alkoven (Oberösterreich)) war ein österreichischer Fabrikbesitzer und Historiograph der zionistischen Bewegung.

## Leben

### Vor 1938
Böhm war ein wohlhabender Kaufmann und Fabrikant, Mitinhaber und später Inhaber der Wattefabrik Moritz Böhm & Sohn in Wien, und Vorsitzender des dortigen Jüdischen Nationalfonds und Mitglied des Vorstands der Israelitischen Kultusgemeinde Wien. Er war in der fast 200.000 Personen großen jüdischen Gemeinde Wiens hoch angesehen und hatte sich insbesondere als Verfasser einer zwei-bändigen Geschichte der zionistischen Bewegung einen Namen gemacht, deren abschließender dritter Band nicht mehr erscheinen konnte. Als Martin Buber von 1916 bis 1924 die monatlich erscheinende zionistische Kulturzeitschrift Der Jude herausgab, war Adolf Böhm einer ihrer Mitarbeiter. Gemeinsam mit Leo Goldhammer gab er die Zeitschrift Palästina. Zeitschrift für den Aufbau Palästinas im Fiba-Verlag, Wien, heraus, und ab 1927 war er auch deren Redakteur.
Böhm lehnte wiederholte Einladungen zur Emigration nach Palästina ab, da er die existentielle Bedrohung durch den Nationalsozialismus nicht wahrhaben wollte. Auf einer seiner letzten Reisen nach Palästina, vermutlich 1934, nahm er umfangreiche Teile der Bibliothek von Stefan Zweig mit, die heute in der Hebräischen Universität Jerusalem untergebracht sind.

### Nach dem „Anschluss“ Österreichs
Nahezu unmittelbar nach dem sogenannten Anschluss Österreichs an das Deutsche Reich begann der SS-Obersturmbannführer Adolf Eichmann, Böhm sechs Wochen lang durch persönliche Visiten an jedem Werktag in der Fabrik vergeblich dazu zu bewegen, ihm eine Liste der einflussreichsten und vermögenden Juden zu erstellen. Gegen Ende des Monats ließ Eichmann sechs führende und noch in Freiheit befindliche Vertreter der jüdischen Gemeinde einbestellen – der Präsident und der Vizepräsident der Israelitischen Kultusgemeinde Wien, Desider Friedmann und Robert Stricker, und Jakob Ehrlich, vormals Vizepräsident der Kultusgemeinde und Präsident der „Zionistischen Organisation“, waren bereits verhaftet und in das KZ Dachau eingeliefert worden –, um von ihnen unbedingten Gehorsam und kompromisslose Kooperation gemäß seinen Anweisungen zu fordern. Er bestand darauf, dass sofort einer der sechs diesbezüglich als Verantwortlicher zu benennen sei, und schlug Adolf Böhm vor. Auf Grund des fortgeschrittenen Alters Böhms und seiner bereits angegriffenen Gesundheit nominierten die sechs statt seiner den jüngsten unter ihnen, Alois Rothenberg vom Wiener Palästinaamt. Kurz darauf wurde Joseph Löwenherz aus der Haft entlassen und von Eichmann zum hauptamtlichen Direktor der jüdischen Gemeinde Wiens und somit de facto zum Erfüllungsgehilfen Eichmanns bestimmt.
Böhm, der weiterhin die „Besuche“ Eichmanns zu erdulden hatte, erlitt schließlich einen Nervenzusammenbruch, von dem er sich nicht recht erholte. Er wurde in weiterer Folge zunächst vermutlich im Sanatorium Inzersdorf und vom 20. September 1940 bis zum 7. März 1941 im „Erholungsheim Berta Presser“ in Kaltenleutgeben untergebracht. Von dort wurde er, möglicherweise mit einem Zwischenaufenthalt in Maria Gugging, in die Heil- und Pflegeanstalt „Am Steinhof“ in Wien weiterverlegt. Von dort wurde er am 13. März 1941 mit 20 anderen Patienten und Patientinnen in die Tötungsanstalt Hartheim gebracht und dort ermordet. Offiziell war er am 13. März 1941 in eine „Anstalt für jüdische Geisteskranke“ im Generalgouvernement Polen verlegt worden und am 10. April 1941 in Chełm verstorben; dies war bei jüdischen Opfern der Euthanasiemorde der „Aktion T4“ eine übliche Tarnangabe: die Totenscheine wurden angeblich vom „Standesamt Cholm, Post Lublin“, in Wahrheit aber von der T4-Zentrale in Berlin ausgestellt, nach Lublin gebracht und dort zur Post gegeben. Seine Lebensversicherung war schon am 21. Dezember 1940 vom Finanzamt Wien für die Reichsfluchtsteuer gepfändet worden.

## Familie
Böhms Ehefrau Olga, geb. Lemberger, wurde 1942 nach Theresienstadt deportiert und 1944 in Auschwitz ermordet. Den beiden Kindern Elisabeth und Ernst gelang rechtzeitig die Flucht nach Nordamerika bzw. Australien.

## Familienbesitz
Die Wattefabrik Moritz Böhm & Sohn wurde im März 1939 arisiert. Sie wurde nach dem Krieg an Adolf Böhms Sohn, Ernest Bowen (ehemals Ernst Böhm) im Rahmen des Dritten Rückstellungsgesetzes vom Februar 1947, mit den üblichen Bedingungen und hohen Ablösen für angeblich vorgenommene Investitionen zurückgegeben.

## Werke
- Der jüdische Nationalfonds: ein Instrument zur Abhilfe der Judennot. Jüdischer Verlag, Berlin 1910
- Der jüdische Nationalfonds. (Keren Kajemeth Le'Israel. Nationalfonds-Bibliothek, Nr. 2). Jerusalem, 1922 (weitere Auflagen bis 1935)
- Die Zionistische Bewegung: Eine kurze Darstellung ihrer Entwicklung. I. Teil: Die Bewegung bis zum Tode Theodor Herzls. Welt-Verlag, Berlin 1920
- Die Zionistische Bewegung. Band 1: Die zionistische Bewegung bis zum Ende des Weltkrieges. (1921, Neuauflage Jüdischer Verlag, Berlin 1935); Band 2: Die zionistische Bewegung 1918 bis 1925 (Jüdischer Verlag, Berlin 1937).